# Sciarokeroplatus pileatus
Sciarokeroplatus pileatus är en tvåvingeart som beskrevs av Papp och Sevcik 2005. Sciarokeroplatus pileatus ingår i släktet Sciarokeroplatus och familjen platthornsmyggor.
Artens utbredningsområde är Taiwan. Inga underarter finns listade i Catalogue of Life.